# 雾灵韭
雾灵韭（学名：Allium plurifoliatum var. stenodon）是葱科葱属的变种。分布于中国大陆的河北、山西、河南等地，生长于海拔1,550米至3,000米的地区，多生长于草地、山坡及林下，目前尚未由人工引种栽培。